# Весливил (Пенсилванија)
Весливил (енгл. Wesleyville) град је у америчкој савезној држави Пенсилванија.

## Демографија
По попису из 2010. године број становника је 3.341, што је 276 (-7,6%) становника мање него 2000. године.
| Група             | 2000.         | 2010.         |
| Белци             | 3.455 (95,5%) | 3.109 (93,1%) |
| Афроамериканци    | 39 (1,1%)     | 49 (1,5%)     |
| Азијати           | 8 (0,2%)      | 19 (0,6%)     |
| Хиспаноамериканци | 61 (1,7%)     | 101 (3,0%)    |
| Укупно            | 3.617         | 3.341         |